# Smilax mairei
Smilax mairei är en enhjärtbladig växtart som beskrevs av Augustin Abel Hector Léveillé. Smilax mairei ingår i släktet Smilax och familjen Smilacaceae. Inga underarter finns listade.